# Байло Ксенія Олегівна
Ксе́нія Оле́гівна Байло́ (25 лютого 2005, Миколаїв) — українська стрибунка у воду. Неодноразова чемпіонка Європи.

## Спортивна кар'єра

#### 2020
Після перемоги на кубку України в березні зарахована до складу збірної України.
2021
На кваліфікаційному на Олімпійські ігри кубку світу в Токіо в синхронних стрибках з 10-метрової вишки з Софією Лискун посіли восьме місце, що не дозволило здобути олімпійську ліцензію.
Дебютувала на чемпіонаті Європи з водних видів спорту в Будапешті, Угорщина, в командних змаганнях, де завершила турнір п'ятою. У стрибках у воду змішаних пар з 10-метрової вишки мала виступати з Кирилом Болюхом, який за 10 днів до чемпіонату захворів, тому в міксті провели вимушену заміну на Олексія Середу, з яким у фіналі змагань з результатом 325,68 бала здобули перемогу. У синхронних стрибках з вишки в дуеті з Софією Лискун з результатом 286,74 бала здобула бронзову нагороду.

## Результати
| Рік  | Змагання                               | Місце проведення   | Вишка 10 м | Вишка 10 м | Синхронна вишка 10 м | Синхронна вишка 10 м | Синхронна вишка 10 м, мікст | Синхронна вишка 10 м, мікст | Команді змагання | Команді змагання |
| Рік  | Змагання                               | Місце проведення   | Результат  | Місце      | Результат            | Місце                | Результат                   | Місце                       | Результат        | Місце            |
| ---- | -------------------------------------- | ------------------ | ---------- | ---------- | -------------------- | -------------------- | --------------------------- | --------------------------- | ---------------- | ---------------- |
| 2021 | Кубок світу FINA                       | Токіо, Японія      | 234.90     | 25         | 272.94               | 8                    | Н/Д                         | Н/Д                         | Н/Д              | Н/Д              |
| 2021 | Чемпіонат Європи з водних видів спорту | Будапешт, Угорщина | Н/Д        | Н/Д        | 286,74               | 3                    | 325,68                      | 1                           | 382,00           | 5                |
| 2022 | Чемпіонат світу                        | Будапешт, Угорщина | Н/Д        | Н/Д        | 283.08               | 6                    | Н/Д                         | Н/Д                         | Н/Д              | Н/Д              |
| 2022 | Чемпіонат Європи з водних видів спорту | Рим, Італія        | Н/Д        | Н/Д        | 298.86               | 2                    | Н/Д                         | Н/Д                         | 399.05           | 2                |
| 2023 | Кубок світу FINA                       | Сіань, Китай       | Н/Д        | Н/Д        | 271.74               | 4                    | Н/Д                         | Н/Д                         | Н/Д              | Н/Д              |
| 2023 | Кубок світу FINA                       | Монрель, Канада    | Н/Д        | Н/Д        | 287.52               | 4                    | Н/Д                         | Н/Д                         | Н/Д              | Н/Д              |
| 2023 | Європейські ігри                       | Краків, Польща     | Н/Д        | Н/Д        | 274.68               | 2                    | 322.68                      | 1                           | 438.30           | 1                |
| 2023 | Чемпіонат світу                        | Фукуока, Японія    | Н/Д        | Н/Д        | 252.60               | 9                    | 295.44                      | 4                           | Н/Д              | Н/Д              |
| 2023 | Фінал Кубку світу FINA                 | Берлін, Німеччина  | Н/Д        | Н/Д        | 259.44               | 6                    | Н/Д                         | Н/Д                         | Н/Д              | Н/Д              |
| 2024 | Чемпіонат світу                        | Доха, Катар        | Н/Д        | Н/Д        | 292.50               | 5                    | Н/Д                         | Н/Д                         | Н/Д              | Н/Д              |
| 2024 | Чемпіонат Європи з водних видів спорту | Белград, Сербія    | Н/Д        | Н/Д        | 288,78               | 1                    | 256.02                      | 3                           | Н/Д              | Н/Д              |

## Державні нагороди
- Орден княгині Ольги III ст. (7 вересня 2023) — За досягнення високих спортивних результатів на ІІІ Європейських іграх у м.Кракові (Республіка Польща), виявлені самовідданість та волю до перемоги, піднесення міжнародного авторитету України.[11]